# Arūnas
Arūnas ist ein relativ häufig vergebener litauischer männlicher Vorname. Die weibliche Form ist Arūnė.

## Namensträgerinnen
- Arūnė Stirblytė (* 1968), Politikerin

## Namensträger
- Arūnas Adomėnas (*  1977), Zolljurist, Oberster Zollamtsrat Litauens, Leiter von Zollamt Litauens
- Arūnas Bėkšta (* 1955), Politiker, Kultusminister und Vizeminister
- Arūnas Degutis (* 1958),  Politiker, Europarlamentarier
- Arūnas Dudėnas (* 1983), Politiker, Mitglied des Seimas
- Arūnas Dulkys (* 1972), Politiker und Finanzist, Gesundheitsminister, Generalauditor des Staates
- Arūnas Eigirdas (* 1953), Politiker, Mitglied des Seimas
- Arūnas Gelūnas (* 1968),  Philosoph und Maler sowie Politiker
- Arūnas Gražulis (*  1979),  Politiker, Vizeminister des Innens
- Arūnas Grumadas (* 1951), Politiker, Bürgermeister von Vilnius, Parlamentar
- Arūnas Klimavičius (* 1982), Fußballspieler
- Arūnas Kundrotas (* 1963),  Politiker, Umweltminister
- Arūnas Laurinaitis (* 1961), Chemieingenieur und Manager
- Arūnas Martinkevičius, Unternehmer
- Arūnas Matelis (* 1961), Filmregisseur und -produzent
- Arūnas Poniškaitis (* 1966),  Weihbischof von Vilnius
- Arūnas Šileris (* 1976), Dolmetscher und Politiker, Vizebürgermeister von Vilnius
- Arūnas Štaras (* 1951), Mathematiker und Politiker, Vizeminister
- Arūnas Valinskas (Politiker, 1966) (* 1966), litauischer Politiker, Fernsehproduzent und Moderator
- Arūnas Valinskas (Politiker, 1989) (* 1989), litauischer Politiker
- Arūnas Vaškevičius (* 1973),  Handballspieler
- Arūnas Remigijus Zabulėnas (* 1960), Politiker, Vizeminister
- Arūnas Žebriūnas (1931–2013),  Filmregisseur und Drehbuchautor